# Schloss Strauweiler

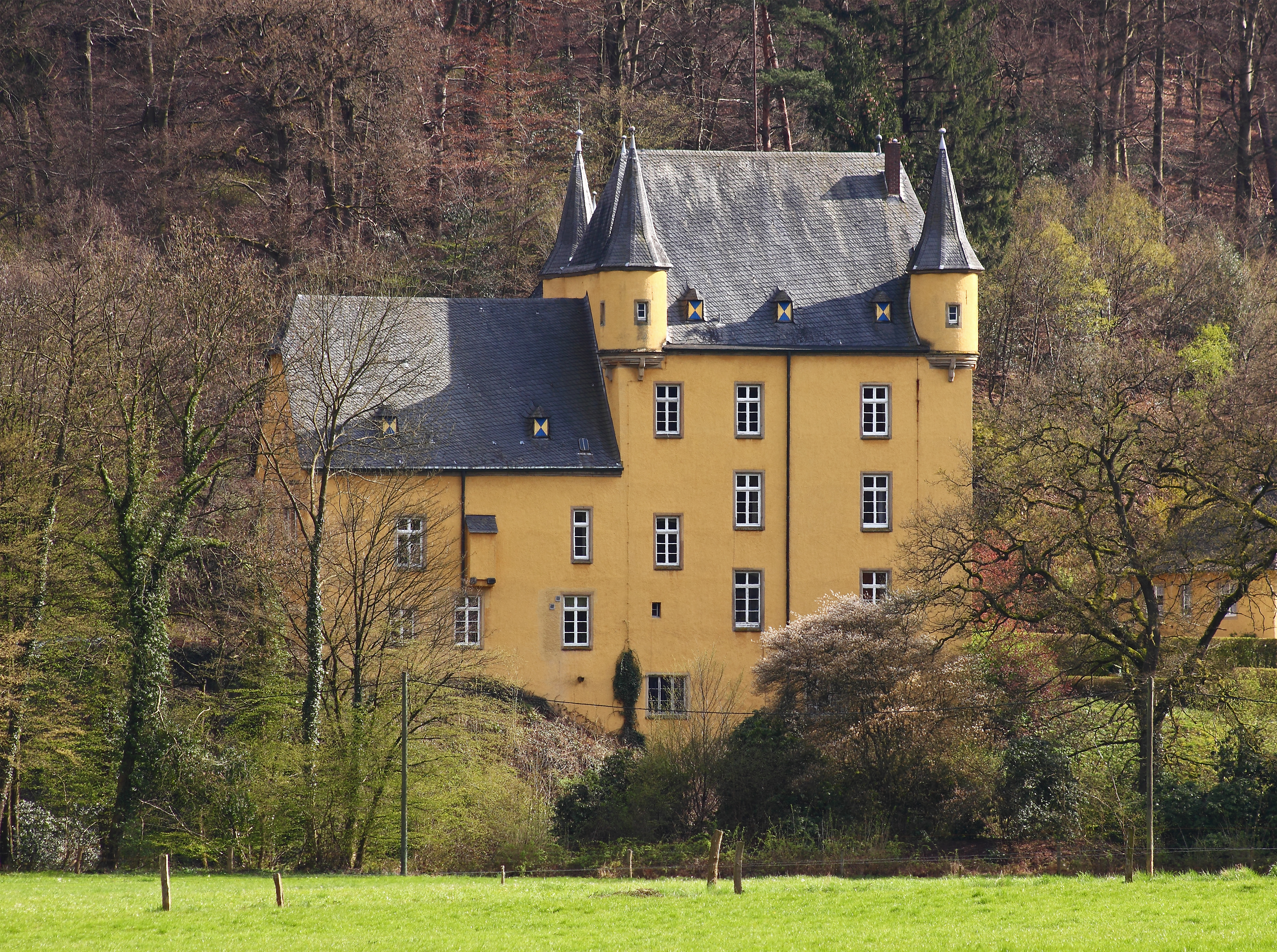
Schloss Strauweiler,
das Wohnhaus von Hubertus Prinz zu Sayn-Wittgenstein-Berleburg und seiner Familie

Schloss Strauweiler ist ein Adelssitz und Wohnplatz im Tal der Dhünn in Unterodenthal, Gemeinde Odenthal im Rheinisch-Bergischen Kreis.
Die Anlage wurde erstmals zu Mitte des 14. Jahrhunderts erwähnt, das Anwesen ist aber deutlich älter. Besitzer waren nacheinander die Herren von Vorst, von Quadt, von Hall und von Wolff-Metternich. Das Schloss befindet sich heute im Besitz der Familie zu Sayn-Wittgenstein-Berleburg.

## Geschichte
Die erste bekannte Familie auf Strauweiler war die von Vorst, die nachweislich im 14. Jahrhundert hier wohnte. Die Burg wurde im Jahre 1347 erstmals erwähnt, wahrscheinlich aber hatte bereits zur Mitte des 12. Jahrhunderts ein Heinrich von Udindara (der frühmittelalterliche Name Odenthals) hier seinen Sitz.
Strauweiler war ein Lehen im Herzogtum Berg, als dessen Inhaber im 14. und 15. Jahrhundert Mitglieder der Adelsfamilie Quadt nachweisbar sind. So wurde Wilhelm Quadt d. J., verheiratet mit Bela von Limburg am 6. November 1390 mit Strauweiler belehnt. 1416 wurde Strauweiler während einer Fehde zwischen dem Kurfürstentum Köln und den vereinigten Herzogtümern Jülich und Berg zerstört. Auf den alten Grundmauern wurde die Burg später als spätgotisch-frühneuzeitliches Wohnschloss neu errichtet. Wilhelm d. Ä. folgte sein Sohn Johann d. Ä. 1426. Bei der Teilung des Erbes von Johann d. Ä. 1467 erhielt dessen Sohn Adolf (Aleff) Besitz in Buschfeld und anderen linksrheinischen Orten sowie in den rechtsrheinischen Orten Deutz und Bensberg, während der Sohn Johann d. J. neben anderen Gehöften im Raum Odenthal das Haus Strauweiler mit allem Zubehör (Zehntrechte, Fischereien und das Recht, Streitigkeiten zu regeln (Hofgedinge) erbt. 1482 wird Johann d. J. Quadt mit Strauweiler belehnt.
Durch die Heirat des Adolf von Hall zu Ophoven mit Anna (auch Enghein oder Swana) Quadt 1437 erwarb die Familie von Hall Erbansprüche an Haus Strauweiler. Daher fiel nach dem Tod des kinderlosen Johann Quadt Strauweiler als Mitgift an dessen Schwester Anna von Hall. Deren Nachkommen auf Strauweiler waren:
- Ihr Sohn Dietrich von Hall († 1510), 1489 mit Strauweiler belehnt,
- dessen Sohn Adam von Hall († vor 1555),
- dessen Sohn Degenhard von Hall, 1585 mit Strauweiler belehnt und
- dessen Tochter Maria Catharina von Hall (1599–1663)[7].

Laut erhaltener Dokumente führten die von Halls einen langwierigen Streit mit den Äbten des Klosters Altenberg über die Fischereirechte, der gegen Ende des 16. Jahrhunderts zunächst entschieden geglaubt wurde:

„Die Pfalzneuburgischen Jülich und Bergischen Präsident und Räte beurkunden den in der Streitsache zwischen Abt Godtfried von Zündorf und den Conventualen des Klosters zum Aldenberg einerseits und Heinrich und Degenhardt von Hall zu Strauweiler andererseits wegen etlicher bei dem Hause Strauweiler in den Dhünn aufgerichteten Schlachten, Deiche, Schleusen und Fischquellen durch fürstliche Kommissare vermittelten Vergleich von 1577 und dessen Bestätigung bei hiesiger Kanzler gemäß dem wörtlich angerückten Rezeß von 1596.“

Doch dauerte der Streit bis vermutlich 1622 an. Die errichteten Deiche und Schleusen durften bleiben, der Fischfang aber nicht weiter behindert werden. Dennoch kam es immer wieder zu Beschwerden der Äbte.
Auf die Familie Hall folgten durch die Heirat 1615 der Erbin Maria Catharina von Hall mit Johann Adolf Wolff Metternich zur Gracht die Wolff-Metternichs, die Strauweiler über 300 Jahre lang von Juli 1618 bis in die 1950er-Jahre in Besitz hielten. Sie bekamen das Haus als Lehen vom Herzog von Jülich und Berg.
1955 folgten die Sayn-Wittgenstein-Berleburg durch die Heirat von Karl-Heinrich Prinz zu Sayn-Wittgenstein-Berleburg und Monica Maria Christina Flaminia Gräfin Wolff Metternich zur Gracht. Die Gebäude sind heute in Privatbesitz der Familie Hubertus Prinz zu Sayn-Wittgenstein-Berleburg und seiner Frau Sema Meray und der Öffentlichkeit nicht zugänglich.

### Strauweiler als Wohnplatz
Aus einer erhaltenen Steuerliste von 1586 geht hervor, dass die Ortschaft Teil der Dorfhonschaft im Kirchspiel Odenthal war.
Auf der Topographia Ducatus Montani des Erich Philipp Ploennies, Blatt Amt Miselohe von 1715 ist Strauweiler als Adelich Haus kategorisiert und mit Strauwyler bezeichnet. Carl Friedrich von Wiebeking verzeichnet Strauweiler auf seiner Charte des Herzogthums Berg 1789 als Strauweiler.
Unter der französischen Verwaltung zwischen 1806 und 1813 wurde die Herrschaft aufgelöst und Strauweiler wurde politisch der Mairie Odenthal im Kanton Bensberg zugeordnet. 1816 wandelten die Preußen die Mairie zur Bürgermeisterei Odenthal im Kreis Mülheim am Rhein. 
Strauweiler ist auf der Topographischen Aufnahme der Rheinlande von 1824, auf der Preußischen Uraufnahme von 1840 und ab der Preußischen Neuaufnahme von 1892 auf Messtischblättern regelmäßig als Strauweiler verzeichnet. Strauweile gehörte seit jeher zur katholischen Pfarre Odenthal.
| Jahr | Einwohner | Wohn- gebäude | Kategorie |
| ---- | --------- | ------------- | --------- |
| 1822 | 6         |               | Haus      |
| 1830 | 6         |               | Burghaus  |
| 1845 | 14        | 1             | Rittergut |
| 1871 | 12        | 2             | Rittergut |
| 1885 | 10        | 1             | Wohnplatz |
| 1895 | 5         | 1             | Wohnplatz |
| 1905 | 6         | 1             | Wohnplatz |

## Architektur

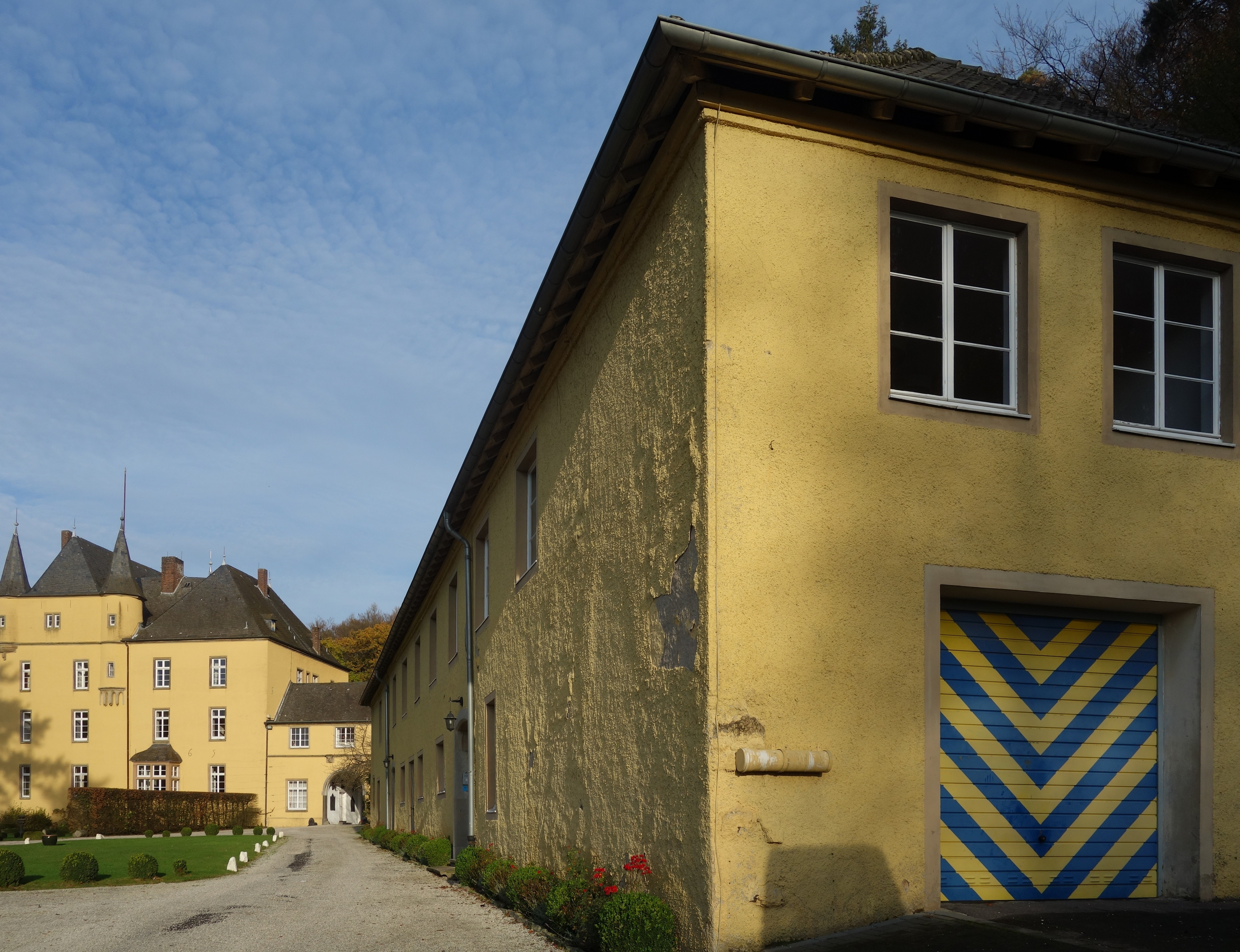
Remise von Schloss Strauweiler

Den Kern des Schlosses bildet ein viergeschossiger Wohntrakt aus der Zeit um 1500 im nordwestlichen Bereich der Gesamtanlage, der durch vier runde, leicht vorkragende Ecktürmchen sowie ein hohes, steil geneigtes Walmdach akzentuiert ist. Einer dieser Ecktürme ist zweigeschossig. Früher befand sich darin das örtliche Gefängnis, das nur von oben zugänglich war. Gefangene wurden mit einem Seil herabgelassen. Im Nordosten befindet sich ein niedriger Trakt, der im 16. Jahrhundert angefügt wurde. Nach Süden hin wurde 1665 ein weiterer Gebäudeteil angebaut. Das reich geschnitzte Geländer der Haustreppe ist ein auffallender Bestandteil der historischen Innenausstattung. Die langgestreckte Remise und das Torhaus stammen aus dem 18. Jahrhundert. Die im Torhaus befindliche Kapelle (zwischenzeitlich Garage) wird bis heute für Gottesdienste genutzt. Im Jahre 1862 erfolgte eine durchgreifende Sanierung im Sinne des Historismus. Hierbei wurde das Gebäude neu verputzt, die Fenster wurden erneuert und das Wehrganggeschoss des Kerngebäudes wie auch die Ecktürmchen historisierend wiederhergestellt. Im Jahr 1955 wurde Strauweiler durch die Familie der heutigen Besitzer erneut renoviert, diesmal ohne wesentliche bauliche Änderungen. Jedoch wurde aus dem einstigen Gefängnis im Eckturm ein Badezimmer.